# Джордж Мийкам
Джордж Мийкам (на английски: George Mecham) е английски флотски офицер, изследовател на Арктика.

## Ранни години (1828 – 1852)
Роден е през 1828 година в Коув, Ирландия. През 1841 се присъединява към Британския кралски военноморски флот и на 8 март 1849 е повишен в чин лейтенант.

## Експедиционна дейност (1852 – 1854)
През 1852 – 1854 участва в голямата спасителна експедиция на Едуард Белчер, организирана за откриване на изчезналата експедиция на Джон Франклин. Два от корабите под командването на Хенри Келет на 10 септември 1852 г. се установяват за зимуване в залива Бриджпорт (75°00′ с. ш. 108°45′ з. д. / 75° с. ш. 108.75° з. д.) на южното крайбрежие на остров Мелвил. През пролетта на 1853 г. Келет изпраща в различни направления от мястото на зимуване своите хора за търсене на експедицията на Франклин. Една от тези групи е ръководена от Джордж Мийкам.
През април 1853 г. групата на Мийкам тръгва от залива Бриджпорт на запад, покрай южното крайбрежие на остров Мелвил. Заобикаля от юг и запад п-ов Дъндас (южната част на остров Мелвил) и достига до залива Лидон (на север от полуострова). От там продължава на запад, покрай все още неизвестния участък от южния бряг на Мелвил, нанасяйки на картата всички извивки на бреговата линия. Групата достига нос Ръсел (75°15′ с. ш. 117°39′ з. д. / 75.25° с. ш. 117.65° з. д., най-западната точка на Мелвил) и се оказва в южния вход на протока Келет (разделящ остров Мелвил на югоизток от остров Еглинтън на северозапад). На северозапад от протока открива остров Еглинтън, заобикаля го от юг и открива протока Крозиър (между Еглинтън на югоизток и открития от него на северозапад остров Принц Патрик). Отрядът заобикаля Принц Патрик от юг и достига до най-западната му точка – нос Ленд Енд (76°05′ с. ш. 123°01′ з. д. / 76.083333° с. ш. 123.016667° з. д.). По този начин Мийкам открива северното крайбрежие на протока Макклур (най-западния проток от Северозападния проход). От нос Ленд Енд групата продължава пътя си на североизток и открива около 200 км от северозападното крайбрежие на остров Принц Патрик до залива Сателайт (77°25′ с. ш. 117°05′ з. д. / 77.416667° с. ш. 117.083333° з. д.), където брегът завива на изток. На обратния път отрядът пресича южната част на Принц Патрик, заобикаля от север остров Еглинтън и се убеждава, че това е сравнително малък остров (1541 км2). След тримесечно отсъствие отрядът се завръща в залива Бриджпорт, като изминава с кучешки впрягове над 1800 км.
Важно географско достижение на Мийкам е това, че той не само открива остров Принц Патрик и описва голяма част от крайбрежието му, но и слага началото на изследването на вътрешните райони на този голям остров (15 848 км2).

## Смърт
Умира от бронхит на 17 февруари 1858 година в Хонолулу, САЩ, на 30-годишна възраст.

## Памет
Неговото име носят:
- нос Мийкам (75°44′ с. ш. 121°04′ з. д. / 75.733333° с. ш. 121.066667° з. д.), най-южната точка на остров Принц Патрик, в Канадския арктичен архипелаг;
- остров Мийкам (73°50′ с. ш. 99°00′ з. д. / 73.833333° с. ш. 99° з. д.), в Канадския арктичен архипелаг, северно от остров Принц Уелски;
- река Мийкам (74°42′ с. ш. 94°50′ з. д. / 74.7° с. ш. 94.833333° з. д.), в южната част на остров Корнуолис, в Канадския арктичен архипелаг;
- река Мийкам (75°04′ с. ш. 108°47′ з. д. / 75.066667° с. ш. 108.783333° з. д.), в южната част на остров Мелвил, в Канадския арктичен архипелаг.